# Uncaria bernaysii
Uncaria bernaysii är en måreväxtart som beskrevs av Ferdinand von Mueller. Uncaria bernaysii ingår i släktet Uncaria och familjen måreväxter. Inga underarter finns listade i Catalogue of Life.